# Laphroaig
Laphroaig (i[ləˈfrɔɪɡ]) — винокурня односолодового шотландського віскі «Айла». Назва походить від ділянки суші поблизу Лох Лафройга на південному узбережжі острова Айлей. Значення топоніму невідоме, але загальноприйняте значення слова — «красива впадина в широкій бухті». Винокурня та бренд належить та керується компанією Beam Suntory — американським підрозділом японської компанії Suntory Holdings.

## Історія
Винокурня Laphroaig була заснована в 1815 році Дональдом та Александром Джонстоном. Джонстони, які заснували aphroaig, походили з Клана Дональда і, ймовірно, походили з гілки клану Макдональд із Арднамурхана. Сім'я англізувала своє ім'я до Джонстона. Останнім членом родини Джонстона, який керував винокурнею, був Ян Гантер, племінник Сенді Джонстона, який помер бездітним у 1954 році і залишив винокурню одному зі своїх керуючих, Бессі Вільямсону.
Винокурня була продана компанії Long John International у 60-х роках, а згодом увійшла до складу міжнародної компанії Allied Domecq. Бренд, в свою чергу, був придбаний фірмою Fortune Brands у 2005 році, як один з брендів, що увійшов до Pernod Ricard з метою отримання регуляторного дозволу на його поглинання Allied Domecq. Fortune Brands згодом розділила свої лінійки бізнеспродуктів у 2011 році, сформувавши алкогольну лінійку Beam Inc. Пізніше Beam Inc. була придбана Suntory у квітні 2014 року.
Laphroaig було єдиним віскі, яке володіло Королівським Ордером Призначення Чарльза, принца Уельського, який був особисто вручений під час візиту до винокурні 1994 року. Винокурня іменує Чарльза як герцога Ротсея, відповідно до його шотландського титулу. Як повідомляється, 15-річний Laphroaig є улюбленим шотландським віскі принца.

## Смак

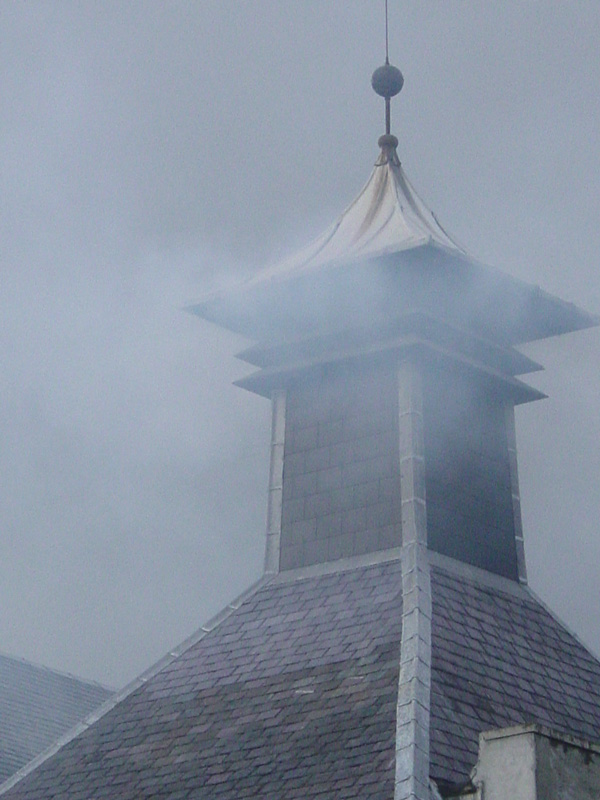
Характерний пічний димохід винокурні Laphroaig, у стилі «пагоди»

Laphroaig називає себе «найароматнішим з усіх шотландських віскі» і найпоширенішим є віскі до 10-річної витримки, хоча 15-річний сорт також є досить поширеним (27-, 30- і 40-річні є рідкісними і дорогими); віскі 18-річної витримки перестали випускати наприкінці 2015 року). Віскі має торф'яний/димчастий аромат.
Віскі «Laphroaig Quarter Cask» з'явилося у лінійці винокурні у 2004 році. Цей сорт дозріває у менших бочках і не піддається холодній фільтрації. Через менший об'єм використовуваних бочок контакт віскі з поверхнею дуба на 30 % більший, ніж у стандартних бочок. Компанія описує ефект від цього як «створення м'якого і оксамитового смаку». Віскі «Laphroaig Quarter Cask» має міцність у 48 % об. Стандартний 10-річний віскі розливається по 40 % об. або 43 % об., залежно від країни продажу.
Також в продажі зустрічаються такі сорти: «Laphroaig QA cask» (витримується у бочках із-під бурбону та нових бочках з американського дубу), «Laphroaig PX cask» (витримується у трьох видах деревини — бочок з американського дуба, «Oak Quarter Cask» та бочок з-під хересу Педро Хіменес), «Laphroaig An Cuan Mor — Big Ocean» (витримується спочатку у бочках з-під бурбону, а потім у бочках з європейського дубу).

## Друзі Laphroaig
У 1994 році було створено Клуб друзів Laphroaig, членам якого було надано довічну оренду площею 1 квадратний фут (930 см²) землі Лафройг на острові Айлей. Щорічною орендною платою є драм Laphroaig, який можна отримати, відвідавши винокурню.

## Реклама
На початку 2016 року шотландський поет Елвіс Макгонагалл почав з'являтися в інтернет-рекламі, декламуючи власну поезію, жартівливо обговорюючи правильну вимову віскі Laphroaig.

## Керівники
- Джон Макдугал 1970-74
- Денніс Нікол 1974-80
- Мурдо Рід 1980-87
- Колін Росс 1987-89
- Ян Гендерсон 1989—2002
- Робін Шилдс 2003—2005
- Джон Кемпбелл 2006-сьогодні

## Згадки в мистецтві
- Лафройг згаданий у пісні  БГ «Беспечный русский бродяга»;
- У фільмі «Як божевільний» головні герої люблять цей віскі;
- У романі Томаса Гиффорда «Ассасіни» («The Assasini») згадується як дорогий віскі, який вживається героями твору;
- Лафройг п'ють героїні фільму  «Скандальний щоденник»;
- Своєю назвою телепроєкт Торф ТВ зобов'язаний віскі Laphroaig[11];
- Згадується як напій «людини в антрацитному костюмі» в романі «Американські боги» Ніла Геймана.

### Виноски
1. 1 2 3  History. Laphroaig Collector. Архів оригіналу за 21 вересня 2013. Процитовано 9 січня 2014. (англ.)
2. ↑  Laphroaig. www.whisky.com. Архів оригіналу за 23 жовтня 2019. Процитовано 20 грудня 2019. (англ.)
3. ↑  Laphroaig 15yo - 200th Anniversary - Whisky + Tailor. whiskyandtailor.com. 23 травня 2015. Архів оригіналу за 20 грудня 2019. Процитовано 20 грудня 2019. (англ.)
4. 1 2  Ной Ротбаум, "How to Survive a Single-Malt Drought, " [Архівовано 13 квітня 2019 у Wayback Machine.] «Уолл-стріт джорнел», 28 січня 2016. (англ.)
5. ↑  Джон Батлер. Pronunciation of Scotch Whiskys. School of Informatics, Единбурзький університет. Архів оригіналу за 24 березня 2012. Процитовано 19 квітня 2006. (англ.)
6. ↑  ABC News. Business Index. ABC News. Архів оригіналу за 27 січня 2014. Процитовано 20 грудня 2019. (англ.)
7. 1 2  Laphroaig Website (updated in 2011). Архів оригіналу за 29 листопада 2019. Процитовано 20 грудня 2019. (англ.)
8. 1 2  Michael Jackson's Malt Whisky Companion, видання 6, c. 307. ISBN 978-1-4053-1966-9 (англ.)
9. ↑  Friends of Laphroaig. Laphroaig. Архів оригіналу за 11 листопада 2018. Процитовано 5 грудня 2018. (англ.)
10. ↑  Laphroaig Whisky (20 січня 2016). A Burns Night Ode to Laphroaig by Elvis McGonagall. Архів оригіналу за 2 квітня 2019. Процитовано 20 грудня 2019 — через YouTube. (англ.)
11. ↑  Бар за баром: Кирилл Кисляков. restoranniyblog.com. Процитовано 30 квітня 2020.{{cite web}}:  Обслуговування CS1: Сторінки з параметром url-status, але без параметра archive-url (посилання)